# 스키야키

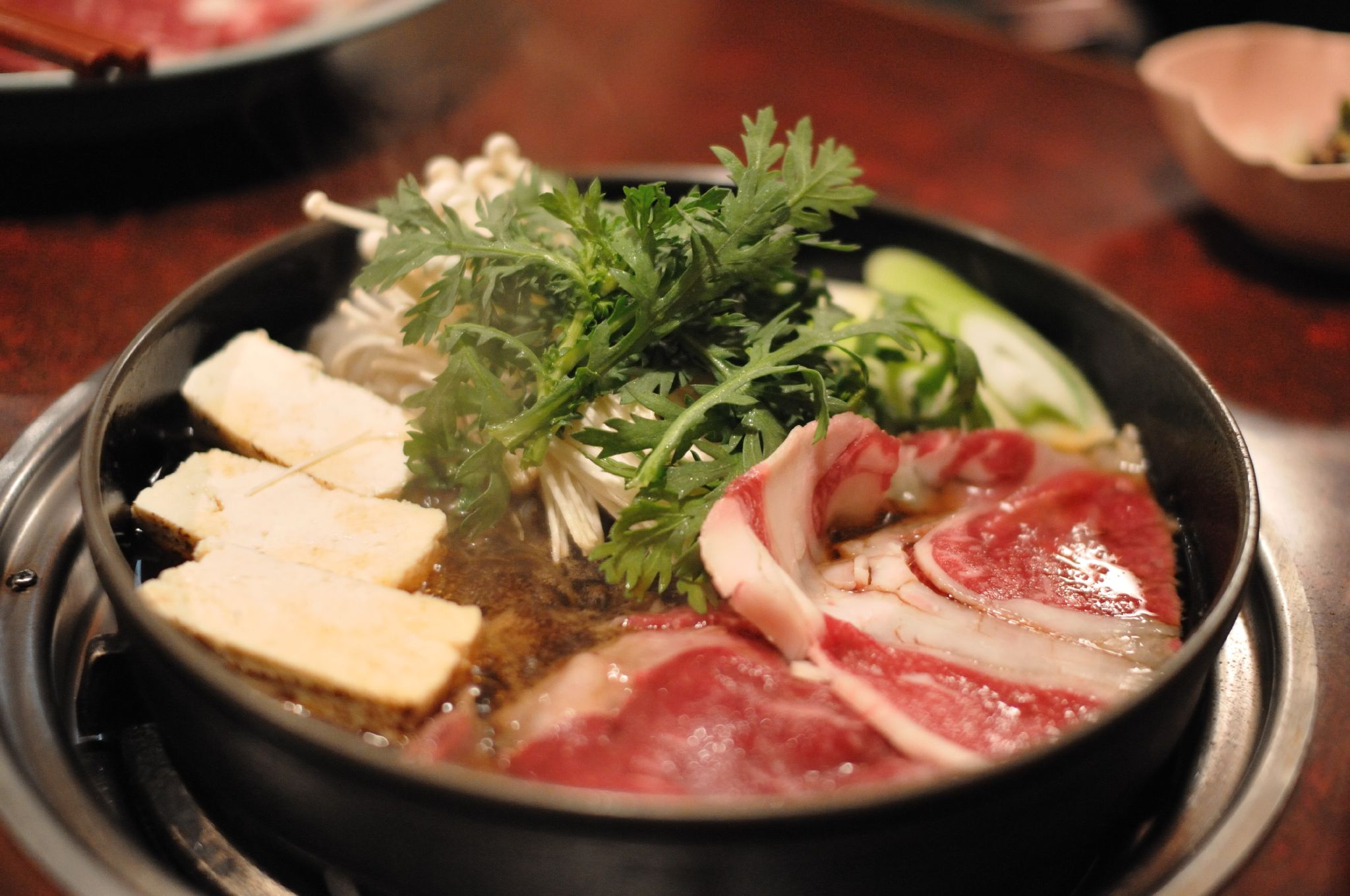
냄비에 담긴 스키야끼

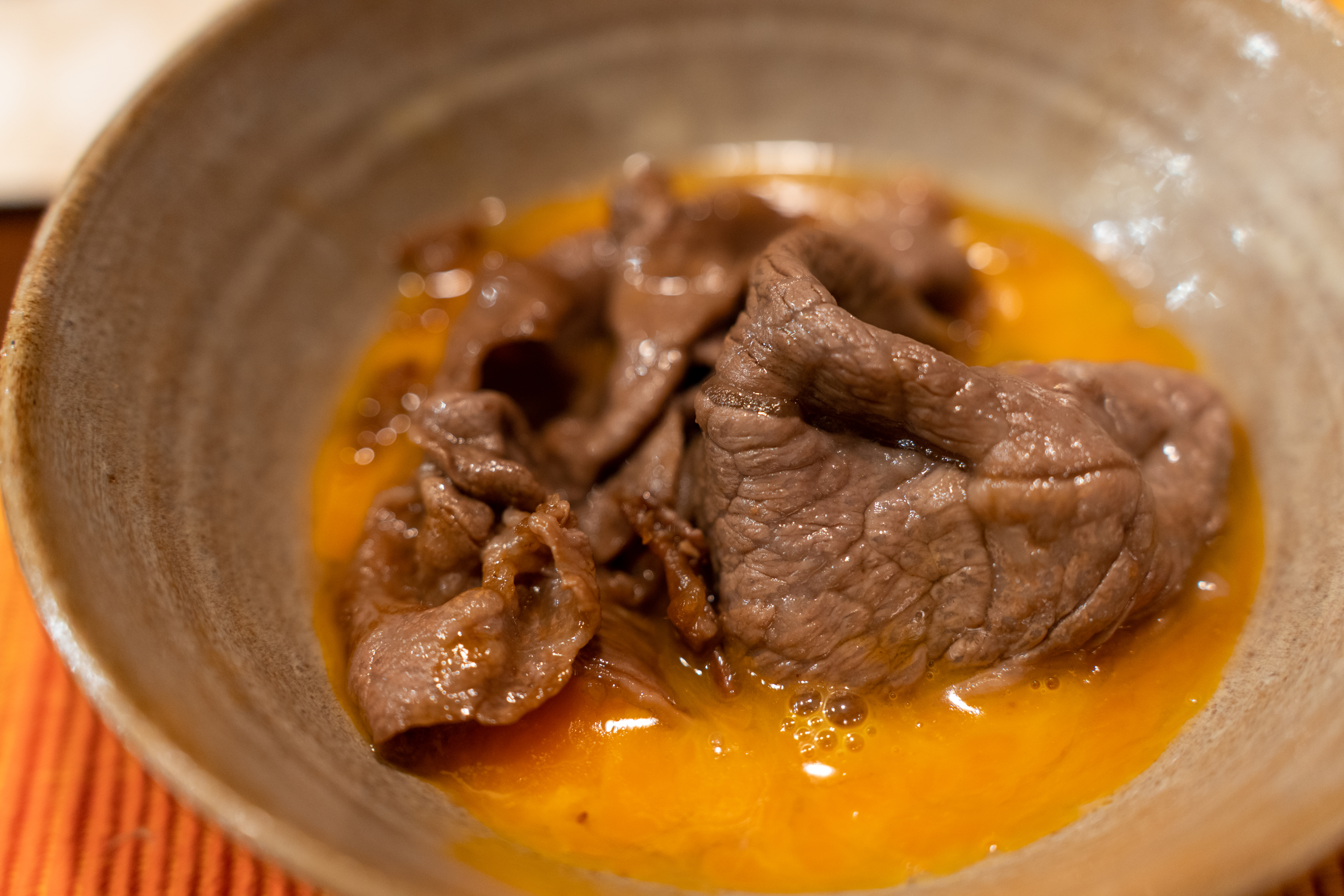
접시에 담긴 스키야끼

스키야키(일본어: すき焼き)는 얇게 저민 고기나 채소 등을 얕은 냄비에 굽거나 삶은 요리를 말한다. 양념국물을 넣어 달고 짭짭한 맛을 내는 요리를 스키야키풍(일본어: すき焼き風 스키야키후[*])이라고 부르기도 하고 규나베(일본어: 牛鍋)라고도 한다. 일반적인 스키야끼는 얇게 썬 쇠고기에 파, 양파, 쑥갓, 표고버섯, 팽이버섯, 청경채, 미나리. 두부, 곤약 등의 재료(일본어로 자쿠라고 부름)를 첨가한다. 맛은 간장과 설탕으로 낸다. 날달걀을 묻혀서 먹기도 하며 스키야키의 주재료인 소고기의 두께는 샤부샤부(일본어: しゃぶしゃぶ)보다는 좀 더 두껍다고 할 수 있다.

## 어원
스키야키는 쟁기라는 말과 굽다는 말이 결합된 것으로, 농민들이 농기구인 쟁기에 고기를 구워 먹은데에서 유래했다. 1832년에 쓰여진 '고래고기 조리법'이라는 책에는 '스키야키란 오랫동안 써서 잘 닳은 깨끗한 쟁기를 장작불 위에 올려 놓고 거기에 자른 고기를 얹어서 굽는 것을 말한다.'라고 기록되어 있다.

## 역사
일본은 에도 막부 말기까지는 불교의 계율 때문에 쇠고기를 먹는 것이 일반적이지 않았으나 특별히 스키야키라고 불리는 요리는 존재하였다. 스키야키 요릿집이 처음 생긴 곳은 요코하마로, 1859년 요코하마가 개항되면서 외국인이 쇠고기를 먹고 싶어하자 고베로부터 쇠고기를 운송하였다고 한다. 1862년 술집을 운영하던 이세 쿠마가 규우나베 가게를 개업하였고 1868년 외국인을 위한 소 도살장이 도쿄에 생겼다. 이후 도쿄에서도 가게가 성업을 이루면서 소고기 음식은 문명개화의 상징이 되었다. 1877년에 도쿄에만 550개 이상의 스키야키 전문 요릿집이 생겨났다.
1643년에 간행된 '요리 이야기'라는 책에는 새고기 스키야키의 조리법이 설명되어 있는데, 재료로 기러기나 오리 따위의 야생 조류를 간장과 술에 재워 요리했던 것으로 보인다.
간사이 지방에서는 구운 쇠고기를 설탕·간장·우려낸 국물로 조미하는 스키야키가 만들어지고 점차 스키야키라는 호칭이 정착해 간 것으로 보인다.
요코하마에서는 덩어리 쇠고기를 사용하고 적당한 양의 양념국물을 넣으면서 농도가 짙은 된장을 볶아 삶은 스키야키를 제공하는 유명한 식당들이 있다.

## 특징
스키야키는 전통적인 전골의 형태의 조리로 육식에 대한 저항감을 줄이는 방식의 요리다. 고기를 가급적 고기가 아닌 것처럼 만드는데 주안점을 두었다고 평가된다. 이것은 튀김옷을 입혀 돼지고기를 먹을 수 있도록 개조한 돈가스와 같은 예이다.

## 같이 보기
- 일본 요리
- 야키우동
- 야키소바빵
- 야끼소바
- 돈부리